# Trélivan
Trélivan [tʁelivɑ̃] est une commune française située dans le département des Côtes-d'Armor, en région Bretagne.

## Géographie
Trélivan se situe au sud-ouest de Dinan.
|                 | Aucaleuc           | Quévert     |
| Vildé-Guingalan | Trélivan           | Léhon       |
| Trébédan        | Brusvily , Bobital | Saint-Carné |

### Hydrographie
Pour un article plus général, voir Réseau hydrographique des Côtes-d'Armor.
La commune est située dans le bassin Loire-Bretagne. Elle est drainée par le Guinefort,.
Le Guinefort, d'une longueur de 18 km, prend sa source dans la commune de Quévert et se jette  dans la Rance à Saint-André-des-Eaux, après avoir traversé neuf communes. 

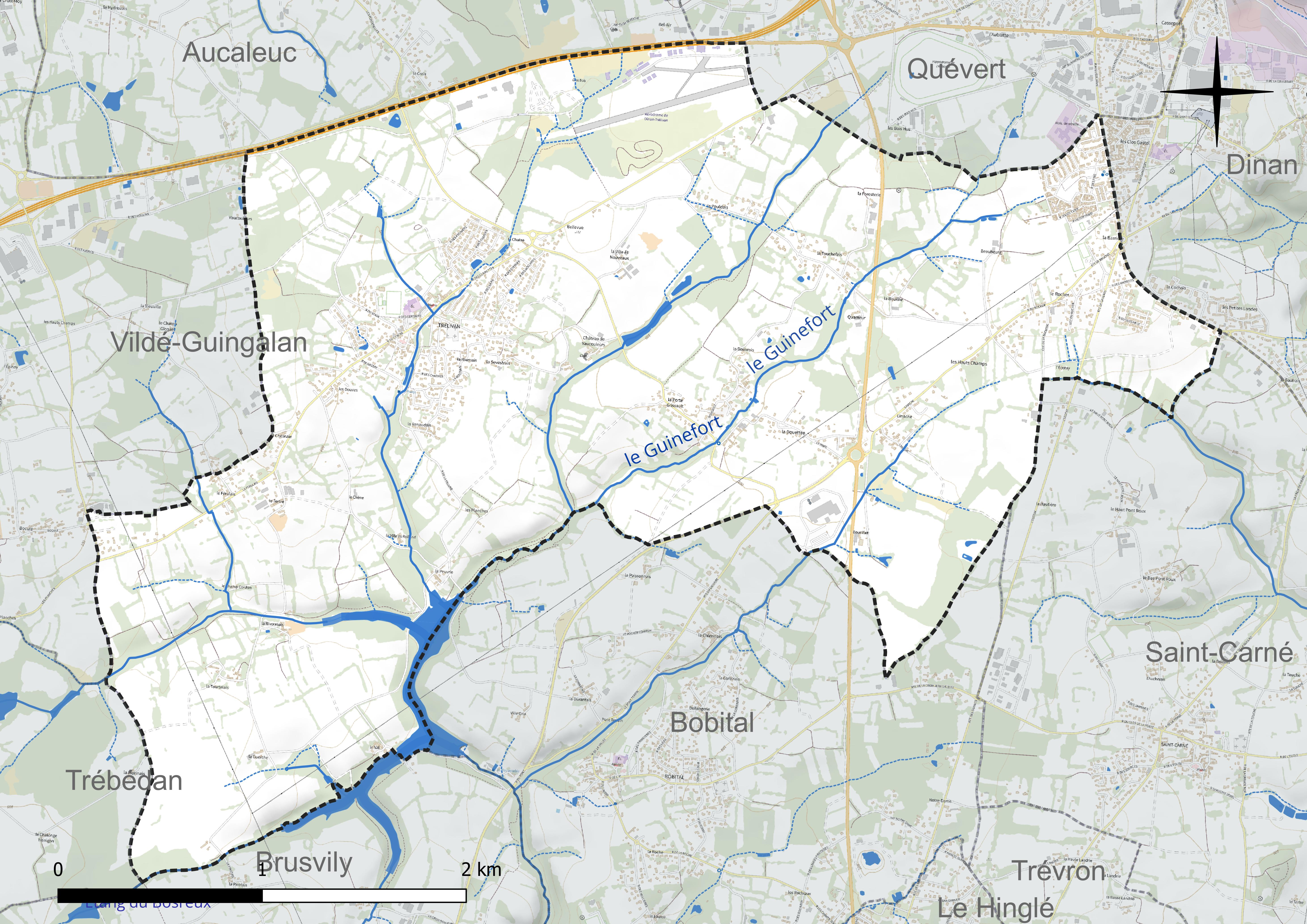
Réseau hydrographique de Trélivan.

### Climat
Pour des articles plus généraux, voir Climat de la Bretagne et Climat des Côtes-d'Armor.
En 2010, le climat de la commune est de type climat océanique franc, selon une étude du CNRS s'appuyant sur une série de données couvrant la période 1971-2000. En 2020, Météo-France publie une typologie des climats de la France métropolitaine dans laquelle la commune est exposée à un climat océanique et est dans la région climatique  Bretagne orientale et méridionale, Pays nantais, Vendée, caractérisée par une faible pluviométrie en été et une bonne insolation. Parallèlement l'observatoire de l'environnement en Bretagne publie en 2020 un zonage climatique de la région Bretagne, s'appuyant sur des données de Météo-France de 2009. La commune est, selon ce zonage, dans la zone « Intérieur  », exposée à un climat médian, à dominante océanique.  
Pour la période 1971-2000, la température annuelle moyenne est de 11,1 °C, avec  une amplitude thermique annuelle de 12 °C. Le cumul annuel moyen de précipitations est de 767 mm, avec 12,5 jours de précipitations en janvier et 6,6 jours en juillet. Pour la période 1991-2020, la température moyenne annuelle observée sur la station météorologique la plus proche, située sur la commune du Quiou à 12 km à vol d'oiseau, est de 11,6 °C et le cumul annuel moyen de précipitations est de 757,4 mm,. Pour l'avenir, les paramètres climatiques de la commune estimés pour 2050 selon différents scénarios d'émission de gaz à effet de serre sont consultables sur un site dédié publié par Météo-France en novembre 2022.

## Urbanisme

### Typologie
Au 1er janvier 2024, Trélivan est catégorisée commune rurale à habitat dispersé, selon la nouvelle grille communale de densité à 7 niveaux définie par l'Insee en 2022.
Elle appartient à l'unité urbaine de Dinan, une agglomération intra-départementale dont elle est une commune de la banlieue,. Par ailleurs la commune fait partie de l'aire d'attraction de Dinan, dont elle est une commune de la couronne,. Cette aire, qui regroupe 25 communes, est catégorisée dans les aires de moins de 50 000 habitants,.

### Occupation des sols
L'occupation des sols de la commune, telle qu'elle ressort de la base de données européenne d’occupation biophysique des sols Corine Land Cover (CLC), est marquée par l'importance des territoires agricoles (77,7 % en 2018), en diminution par rapport à 1990 (85,2 %). La répartition détaillée en 2018 est la suivante : zones agricoles hétérogènes (59,3 %), terres arables (17,9 %), zones urbanisées (13,1 %), zones industrielles ou commerciales et réseaux de communication (4,8 %), forêts (3,3 %), eaux continentales (1,1 %), prairies (0,5 %). L'évolution de l'occupation des sols de la commune et de ses infrastructures peut être observée sur les différentes représentations cartographiques du territoire : la carte de Cassini (XVIIIe siècle), la carte d'état-major (1820-1866) et les cartes ou photos aériennes de l'IGN pour la période actuelle (1950 à aujourd'hui).

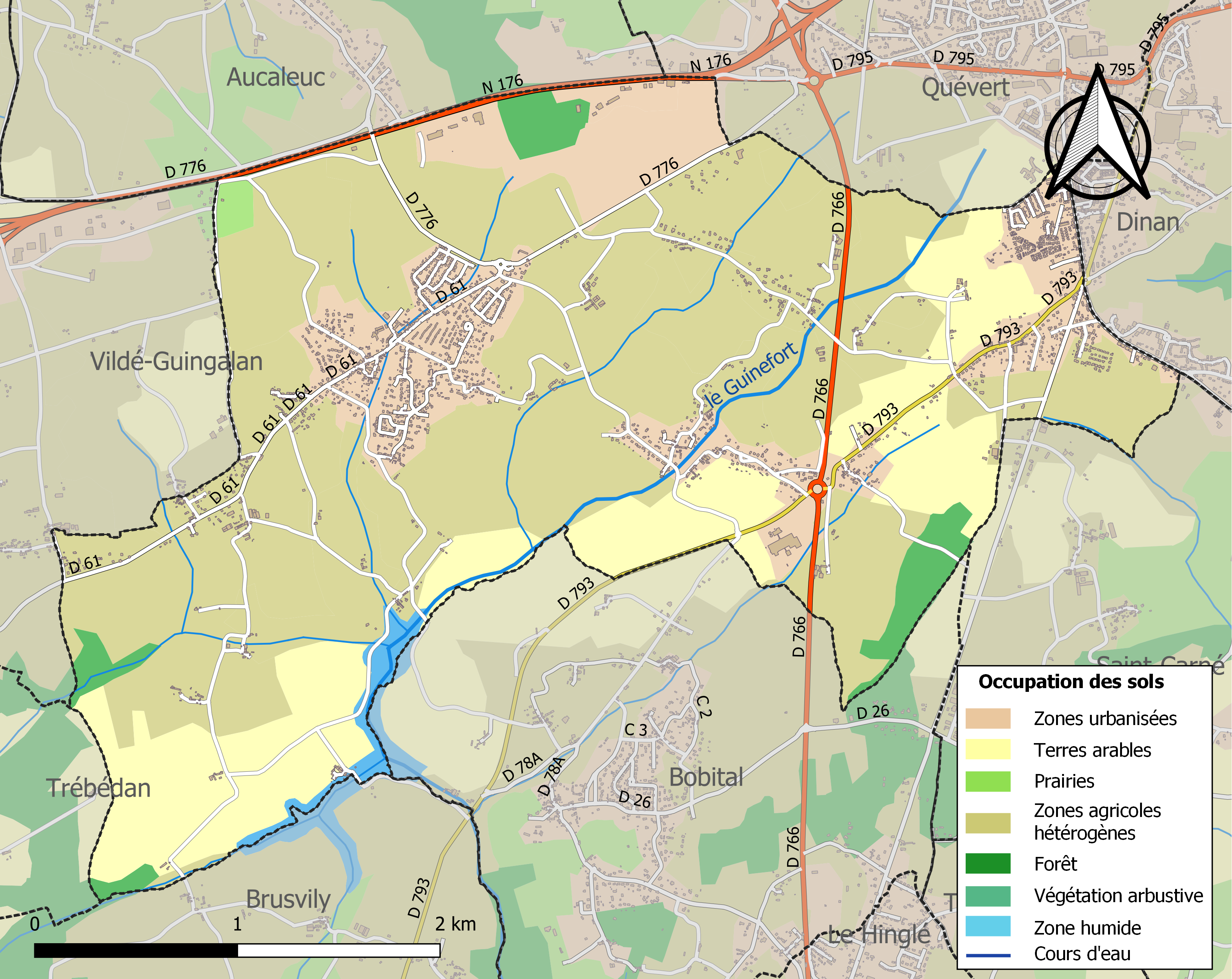
Carte des infrastructures et de l'occupation des sols de la commune en 2018 (CLC).

## Toponymie
Le nom de la localité est attesté sous les formes Ecclesia Sancti Melonii de Trelivan au milieu du XIIe siècle, Trelivan en 1182, 1187 et en 1266.
Trélivan vient du breton treb (village) et Livan, le « village de Livan ».

## Histoire

### Le Moyen Âge
La paroisse de Trélivan existe dès le XIIe siècle. Elle se nomme déjà Trélivan en 1182, mais n'est désignée comme telle qu'en 1266 et appartient au diocèse de Saint-Malo.
Elle est liée au développement du château de Vaucouleurs où se succèdent plusieurs familles. En 1248, Alain d'Espinay, marquis de Vaucouleurs, participe à la croisade menée par Saint Louis.
L'église de Trélivan, rattachée à l'abbaye Saint-Magloire de Léhon, est naturellement placée sous le patronage de saint Magloire.

### La Révolution française
En 1790, la commune élit son premier maire, Pierre Quellin. La commune de Trélivan est supprimée en 1792 et réunie à Vildé Guingalan, avant de retrouver son statut initial en 1803 et de se voir rattachée à Aucaleuc jusqu'en 1820.

### LeXXesiècle

#### Les guerres duXXesiècle
Le monument aux morts porte les noms des 39 soldats morts pour la patrie :
- 32 sont morts durant la Première Guerre mondiale ;
- 6 sont morts durant la Seconde Guerre mondiale ,
- Un est mort durant la guerre d'Indochine.

Le terrain de manœuvres destiné aux régiments implantés à Dinan (le 19e dragon et le 71e RI) est installé sur la commune jusqu'en 1932 et occupé par l'armée allemande entre 1940 et 1944.
L'inauguration de l'aérodrome par Pierre Cot, ministre de l'Air du Front populaire, remonte à 1933.
Trélivan fait partie des sept communes qui ont été à l'origine du district de Dinan créé en 1963.
Depuis le 1er janvier 2017, elle fait partie des 65 communes de Dinan Agglomération.
Elle bénéficie d'atouts favorables au développement harmonieux de la commune :  
- proximité de la ville de Dinan ; de la RN 176 ;
- une zone d'activités s'est implantée à Grosbois ;
- la population dispose d'un cadre de vie agréable et de nombreux commerces et services de proximité de qualité.

La commune a la volonté de faire découvrir son patrimoine culturel (église Saint-Magloire, ancien presbytère, maison d'ouvriers datant des XVIIIe et XIXe siècles) et environnemental (étang du Val, parc du Val Drouet…) grâce à :   
- l'aménagement de chemins de randonnées ;
- la mise à disposition d'un espace de stationnement pour les camping-cars.

Près d'une vingtaine d'associations animent la commune tant sur le plan culturel que sportif.

## Héraldique
| Blason de Trélivan | Blason  | D'azur à la croix d'hermine.                     |
| Blason de Trélivan | Détails | Le statut officiel du blason reste à déterminer. |

## Politique et administration
| Période                                  | Période                  | Identité                            | Étiquette          | Qualité                                                           |
| ---------------------------------------- | ------------------------ | ----------------------------------- | ------------------ | ----------------------------------------------------------------- |
| 1904                                     | après 1932               | Apollinaire Hallouët                |                    |                                                                   |
|                                          |                          | M. Cousté                           |                    |                                                                   |
| ?                                        | mars 1965                | Constant Miriel                     |                    |                                                                   |
| mars 1965                                | mars 1977                | Francis Benoist                     |                    | Infirmier                                                         |
| mars 1977                                | juillet 1992 (démission) | Marie-Joseph Ledaguenel (1922-2018) | Union de la gauche | Ancien directeur d'école et secrétaire de mairie                  |
| juillet 1992                             | 26 mai 2020              | Claude Le Borgne                    | DVG-PCF            | Agent de maîtrise retraité Premier adjoint au maire (1989 → 1992) |
| 26 mai 2020                              | En cours                 | Suzanne Lebreton                    | DVG                | Comptable retraitée Première adjointe au maire (2001 → 2020)      |
| Les données manquantes sont à compléter. |                          |                                     |                    |                                                                   |

## Démographie
L'évolution du nombre d'habitants est connue à travers les recensements de la population effectués dans la commune depuis 1793. Pour les communes de moins de 10 000 habitants, une enquête de recensement portant sur toute la population est réalisée tous les cinq ans, les populations de référence des années intermédiaires étant quant à elles estimées par interpolation ou extrapolation. Pour la commune, le premier recensement exhaustif entrant dans le cadre du nouveau dispositif a été réalisé en 2005.

En 2022, la commune comptait 2 875 habitants, en évolution de +5,74 % par rapport à 2016 (Côtes-d'Armor : +1,78 %, France hors Mayotte : +2,11 %).
| 1793 | 1800 | 1806 | 1821 | 1831 | 1836 | 1841 | 1846 | 1851 |
| ---- | ---- | ---- | ---- | ---- | ---- | ---- | ---- | ---- |
| 518  | 559  | 521  | 619  | 563  | 641  | 678  | 726  | 749  |

| 1856 | 1861 | 1866 | 1872 | 1876 | 1881 | 1886 | 1891 | 1896 |
| ---- | ---- | ---- | ---- | ---- | ---- | ---- | ---- | ---- |
| 797  | 778  | 764  | 814  | 833  | 820  | 831  | 835  | 769  |

| 1901 | 1906 | 1911 | 1921 | 1926 | 1931 | 1936 | 1946 | 1954 |
| ---- | ---- | ---- | ---- | ---- | ---- | ---- | ---- | ---- |
| 759  | 741  | 723  | 643  | 637  | 598  | 638  | 622  | 627  |

| 1962 | 1968 | 1975  | 1982  | 1990  | 1999  | 2005  | 2006  | 2010  |
| ---- | ---- | ----- | ----- | ----- | ----- | ----- | ----- | ----- |
| 657  | 741  | 1 538 | 2 202 | 2 289 | 2 170 | 2 260 | 2 311 | 2 501 |

| 2015  | 2020  | 2022  | - | - | - | - | - | - |
| ----- | ----- | ----- | - | - | - | - | - | - |
| 2 693 | 2 899 | 2 875 | - | - | - | - | - | - |

## Culture locale et patrimoine

### Lieux et monuments
- Château de Vaucouleurs, inscrit partiellement au titre des monuments historiques par arrêté du 21 janvier 1926[24].
- Église Saint-Magloire.

### Événements
- Bobital, l'Armor à Sons Festival (depuis 2024)[25]